# Ryōsuke Hashimoto
Ryōsuke Hashimoto (橋本 良亮 Hashimoto Ryōsuke?,  Prefectura de Chiba, Japón, 15 de julio de 1993) es un cantante japonés, afiliado a Johnny & Associates. Desde 2008, es miembro del grupo A.B.C-Z.

## Carrera
El 8 de septiembre de 2004, a la edad de once años y después de aprobar una audición de Johnny's Jr., Hashimoto se convirtió en un aprendiz de la agencia. En el verano de 2005, fue seleccionado como miembro de la unidad J.J. Express. En 2008, fue colocado junto con Yūma Sanada y Yūki Nozawa en la unidad TOP3. Poco después, el 29 de agosto, Hashimoto fue hecho miembro del grupo A.B.C., el cual fue renombrado como "A.B.C-Z" tras unirse.
A principios de 2009, la revista de entretenimiento Myojo, le nombró como el miembro número uno de Johnny & Associates en una encuesta titulada "Me gustaría que sea mi novio". También ganó el primer lugar en la categoría de "Mejor aspecto" y el segundo lugar como el "Me gustaría besar".
El 1 de febrero de 2012, A.B.C-Z tuvo un gran debut con un DVD titulado Za ABC ~5stars~. Ese mismo año, Hashimoto apareció en la serie de televisión Sprout, transmitida a partir del 7 de julio en NTV. Desde el 6 de abril de 2013, Hashimoto tiene un papel recurrente en la serie dramática, Bad Boys J.

## Vida personal
En 2008, el número de septiembre de la revista sensacionalista BUBKA informó que Hashimoto había tenido una cita en un cine con la idol Kanna Arihara, en aquel entonces miembro del grupo °C-ute. La publicación del artículo afectó la imagen pública de Arihara y se le atribuye la desaparición de esta de las actividades de °C-ute a principios de 2009, así como también su posterior retiro de la industria del entretenimiento para "volver a ser una joven normal". Fanáticos de °C-ute culparon a la agencia Zetima, sosteniendo que Arihara había sido presionada para que se marchara. Sin embargo, y de acuerdo con un reportero semanal de una revista sensacionalista de mujeres, la publicación del artículo no llevaría al retiro de Arihara, e incluso continuó saliendo con Hashimoto en secreto.
Hashimoto no sufrió ningún tipo de repercusión por parte de su agencia y el 29 de agosto de 2008, fue colocado en el grupo A.B.C., renombrado como "A.B.C-Z" tras unirse.

## Grupos de Johnny's Jr.
- J.J. Express
- TOP3
- A.B.C-Z

## Filmografía

### Shows de variedades
- The Shōnen Club (ザ少年倶楽部?) (2004-presente)
- Hyakushiki ~Hyaku de Shiru Hitotsu no Chishiki~ (百識〜百で知るひとつの知識〜?) (octubre de 2007 – marzo de 2008, Fuji TV)

### Televisión
- Sprout (スプラウト?) (7 de julio de 2012 – 29 de septiembre de 2012, Nippon Television) como Naoharu Takigawa
- Bad Boys J (BAD BOYS J?) (6 de abril de 2013 – presente, Nippon Television) como Hiro

### Comerciales
- Nissin Range Spa-ō (日清レンジSpa王?) - Nissin Food Products Co., Ltd. (2009)